# Trenton Speedway

Logo

Mapa del óvalo de Trenton en su versión frijol (1969-1980)

Trenton Speedway fue un óvalo situado cerca de la ciudad de Trenton, estado de Nueva Jersey, Estados Unidos. Formaba parte del predio ferial de Nueva Jersey, y albergó carreras del Campeonato Nacional de la AAA, el Campeonato Nacional del USAC, la CART y la NASCAR Grand National.
Se inauguró en el año 1900 con un óvalo de tierra de 0,5 millas (800 metros). Se cerró en 1941 y se reconstruyó en 1946, pasando a contar con una longitud de 1 milla (1.600 metros). En 1957 se pavimentó la superficie con asfalto. Trenton fue remodelado en 1969, pasando a contar con una longitud de 1,5 millas (2.400 metros) y un formato de frijol, con un codo de 20 grados en la recta opuesta. El óvalo cerró en 1980.
Trenton albergó tres carreras de automóviles sprint del Campeonato Nacional de la AAA en 1946, todas ellas no puntuables. En 1949 recibió por primera vez a los automóviles Indy con una carrera puntuable de 100 millas.
El nuevo Campeonato Nacional del USAC comenzó a visitar en Trenton en 1957, realizando una carrera de 100 millas. La pista tuvo dos carreras de 100 millas entre 1958 y 1961. A partir de 1962, Trenton fue sede de tres fechas de la USAC Champ Car, de 100, 150 y 200 millas respectivamente. En 1966 volvió a haber dos carreras, que variaron entre 150 y 300 millas de duración, en ocasiones divididas en dos mangas. Trenton tuvo sus últimas carreras de automóviles Indy en 1979, ahora como parte de la CART.
En tanto, la NASCAR Grand National visitó Trenton en 1958 con una carrera de 500 millas, en 1959 con una carrera de 150 millas, y desde 1967 hasta 1972 con el nombre 300 Millas del Norte. La edición 1973 se canceló por lluvia, y en 1974 se reemplazó por Pocono. El USAC Stock Car visitó el óvalo en 1957, 1961, 1975 y 1980. Trenton también tuvo carreras de automóviles sprint, modificados y midgets a lo largo de su historia.
En abril de 1975, Trenton fue sede de la World Series of Auto Racing, un minitorneo compuesto por cuatro carreras de automóviles midget, sprint, stock e Indy. A. J. Foyt, Johnny Rutherford, Al Unser, Pancho Carter y Bill Vukovich lograron los primeros puestos en el certamen.